# Celestí Martí Farreras
Celestí Martí Farreras, (Manresa, 1929 - 12 de febrer de 1988), periodísticament conegut com a Martí Farreras, fou un periodista cultural (especialitzat en teatre) i esportiu (especialitzat en futbol) català. Nascut a Manresa, comarca del Bages, morí de càncer amb 69 anys.
Gran especialista de teatre, en va ser autor de diverses obres, ja fos en solitari ja fos en col·laboració de Xavier Regàs. També va col·laborar amb el dramaturg Feliu Elies. La seva tasca com a periodista i crític teatral el va portar a ser membre de l'equip fundador de dues capçaleres: la revista Destino i, posteriorment, el diari Tele/eXpres.
Va col·laborar al setmanari Tele/Estel on va assumir la direcció el 1969 quan el seu fundador, Andreu-Avel·lí Artís i Tomàs, li hi va delegar.
També va treballar, des de la seva fundació, a la revista Vida deportiva, així com als diaris El Once i, posteriorment, El Mundo Deportivo, on va acabar la seva carrera.
Va ser vocal de la junta de l'Ateneu Barcelonès l'any 1971 sota la presidència d'Ignasi Agustí i Peypoch amb qui havia coincidit a Destino, i va repetir sota la presidència d'Andreu Brugués i Llobera entre 1973-1977.